# Багнянська сільська рада
Ба́гнянська сільська́ ра́да — адміністративно-територіальна одиниця та орган місцевого самоврядування в Вижницькому районі Чернівецької області. Адміністративний центр — село Багна.

## Загальні відомості
- Населення ради: 1 009 осіб (станом на 2001 рік)

## Населені пункти
Сільській раді були підпорядковані населені пункти:
- с. Багна

## Склад ради
Рада складалася з 16 депутатів та голови.
- Голова ради: Прощук Василь Миколайович
- Секретар ради: Чорней Мирослава Дмитрівна

### Керівний склад попередніх скликань
| Прізвище, ім'я, по батькові | Основні відомості                                                                                        | Дата обрання | Дата звільнення |
| --------------------------- | --- | ------------ | --------------- |
| Прощук Василь Миколайович   | Сільський голова, 1951 року народження, освіта середня спеціальна                                        | 26.03.2006   | 31.10.2010      |
| Прощук Василь Миколайович   | Сільський голова, 1951 року народження, освіта середня спеціальна, член політичної партії «Наша Україна» | 31.10.2010   |                 |

Примітка: таблиця складена за даними сайту Верховної Ради України

### Депутати
За результатами місцевих виборів 2010 року депутатами ради стали:

#### За суб'єктами висування
| Суб'єкт висування                                       | Кількість обраних депутатів | %    |
| ------------------------------------------------------- | --------------------------- | ---- |
| Самовисування                                           | 11                          | 68,8 |
| Політична партія Всеукраїнське об'єднання «Батьківщина» | 3                           | 18,8 |
| Українська Народна Партія                               | 2                           | 12,5 |

#### За округами
| № округу                                                | Прізвище, ім'я, по батькові | Дата визнання обраним | Освіта             | Партійна приналежність | Відомості про обраного депутата                                       |
| ------------------------------------------------------- | --------------------------- | --------------------- | ------------------ | ---------------------- | --------------------------------------------------------------------- |
| Політична партія Всеукраїнське об'єднання «Батьківщина» |                             |                       |                    |                        |                                                                       |
| 4                                                       | Лазоряк Григорій Ілліч      | 01.11.2010            | вища               | позапартійний          | тимчасово не працює                                                   |
| 6                                                       | Горюк Юрій Танасійович      | 01.11.2010            | середня            | позапартійний          | Путильський РВ УМВС, помічник начальника-оперативного чергового       |
| 8                                                       | Бучек Степан Орестович      | 01.11.2010            | середня            | позапартійний          | СТОВ «Україна», бригадир будівельної бригади                          |
| Українська Народна Партія                               |                             |                       |                    |                        |                                                                       |
| 1                                                       | Москалюк Віктор Георгійович | 01.11.2010            | вища               | позапартійний          | ветеренарна лікарня м. Вижниця, лікар                                 |
| 7                                                       | Жебчук Марія Георгіївна     | 01.11.2010            | середня            | позапартійна           | тимчасово не працює                                                   |
| Самовисування                                           |                             |                       |                    |                        |                                                                       |
| 2                                                       | Іванюк Ольга Іллівна        | 01.11.2010            | вища               | позапартійна           | Вижницький ЦОС 2, начальник                                           |
| 3                                                       | Скотник Іван Володимирович  | 01.11.2010            | вища               | позапартійний          | Вижницька гімназія, заступник директорра з навчально-виховної роботи. |
| 5                                                       | Нікула Георгій Васильович   | 01.11.2010            | середня            | позапартійний          | Райавтодор, водій                                                     |
| 9                                                       | Меденюк Василь Іванович     | 01.11.2010            | середня            | позапартійний          | тимчасово не працює                                                   |
| 10                                                      | Чорней Юрій Михайлович      | 01.11.2010            | середня            | позапартійний          | МК-23 м. Чернівці, водій                                              |
| 11                                                      | Лазарко Ігор Степанович     | 01.11.2010            | середня спеціальна | позапартійний          | приватний підприємець                                                 |
| 12                                                      | Нестирюк Василина Дмитрівна | 01.11.2010            | середня            | позапартійна           | м. Вижниця, заступник начальника відділу пенсійного забезпечення      |
| 13                                                      | Нестерюк Юрій Софронович    | 01.11.2010            | вища               | позапартійний          | м. Вижниця, фельдшер швидкої допомоги                                 |
| 14                                                      | Бізінський Юрій Миколайович | 01.11.2010            | середня спеціальна | позапартійний          | тимчасово не працює                                                   |
| 15                                                      | Чорней Мирослава Дмитрівна  | 01.11.2010            | середня спеціальна | позапартійна           | Багнянська сільська рада, секретар виконкомму                         |
| 16                                                      | Бойко Петро Ілліч           | 01.11.2010            | середня спеціальна | позапартійний          | тимчасово не працює                                                   |

## Населення
За переписом населення України 2001 року в сільській раді мешкало 1009 осіб.

### Мова
Розподіл населення за рідною мовою за даними перепису 2001 року:
| Мова       | Відсоток |
| ---------- | -------- |
| українська | 99,60 %  |
| російська  | 0,30 %   |
| польська   | 0,10 %   |